# Mouvement d'information et d'expression des lesbiennes
Le mouvement d'information et d'expression des lesbiennes (MIEL) est une ancienne association lesbienne féministe française fondée en 1981 et dissoute en 1995.

## Positionnement et actions
Le MIEL est une association lesbienne féministe, s'inscrivant à la fois dans les mouvements féministes et homosexuels mixtes, comme en témoigne sa double appartenance à la maison des femmes où est domiciliée l'association et au Comité d'urgence anti-répression homosexuelle (CUARH). 
Le MIEL participe du renouvellement du lesbianisme féministe français, notamment en revalorisant le mot « lesbienne », le définissant comme

« une affirmation de notre identité, affirmation qui va dans le sens d'une plus grande visibilité. Dans les relations entre femmes, cette visibilité ne doit s'exprimer seulement au travers d'un mode de vie sexuel ou émotionnel mais également par une remise en cause et une lutte contre la société sexiste et patriarcale et contre la contrainte à l'hétérosexualité qu'elle véhicule »

## Actions
Le MIEL participe aux marches des fiertés et fait partie des principaux rédacteurs d'Homophonies,. Les militantes Catherine Gonnard et Françoise Renaud sont particulièrement investies dans les relations du MIEL avec le CUARH. Christine Le Doaré compte aussi parmi les membres de l'association.
Le MIEL est à la fois centre de réflexion et de production politique, visant notamment à lutter pour la visibilité des lesbiennes, mais aussi lieu de socialité et de soutien. Ainsi, en 1983, ouvre grâce notamment au travail de Catherine Gonnard et Aline Tashjian, l'Hydromel, une cafétéria lesbienne ; une permanence téléphonique d'écoute et de soutien, canal MIEL, est aussi mise en place en 1982,,,. Elle est aussi l'une des premières associations LGBT françaises à mentionner dans ses statuts les actions en justice comme mode d'action de lutte contre les discriminations, et plus particulièrement la lesbophobie.
Enfin, l'association s'inscrit dans le champ du lesbianisme culturel en visant le développement de la culture lesbienne : écriture, fanzines et spectables.
En 1985, le MIEL publie Être lesbienne aujourd'hui, la première enquête quantitative sur les lesbiennes en France.
L'association organise aussi des rencontres:  la conférence internationale lesbienne (ILS) en 1983, la semaine internationale d'actions lesbienne la même année avec les autres association de la coordination des lesbiennes la même année, le forum lesbien avec Lesbia, Vlasta, les Archives Recherches Cultures Lesbiennes (ARCL), Homophonies, Paris Féministe, Interligne, le Groupe FEE de Rennes, les Nanas Radoteuses, Fréquence Gaie en 1985, une fête lesbienne interprojet co-organisée avec les ARCL, Lesbia, La Mutinerie, Mytilène, Saphonie, Vlasta et les Goudous télématiques en 1986, les rencontres nationales lesbiennes en 1992 et 1994.

## Publications
- Être lesbienne aujourd'hui, le M.I.E.L. enquête / Mouvement d'Information et d'Expression des Lesbiennes (MIEL) (Paris) (1985), 50 p.

## Documentaires
- Avant, Après. 1992. Couleur. 60'. VF. Distr. : Carole Vidal. Réalisé pendant la rencontre nationale lesbienne de 1992